# Nodaway Township (comté d'Andrew, Missouri)
Nodaway Township est un township du comté d'Andrew dans le Missouri, aux États-Unis,. En 2010, le township comptait une population de 6 738 habitants. Fondé en 1846, il est baptisé en référence à la rivière Nodaway (en).

## Source de la traduction
- (en) Cet article est partiellement ou en totalité issu de l’article de Wikipédia en anglais intitulé « Nodaway Township, Andrew County, Missouri » (voir la liste des auteurs).